# The Package (2018)
The Package ist eine US-amerikanische schwarze Komödie, die am 10. August 2018 auf Netflix veröffentlicht wurde. Unter der Regie von Jake Szymanski nach einem Drehbuch von Kevin Burrows und Matt Mider sind Daniel Doheny, Sadie Calvano, Geraldine Viswanathan, Luke Spencer Roberts und Eduardo Franco in den Hauptrollen zu sehen.

## Handlung
Um den Spring Break zu begehen und die Rückkehr von Sean aus Deutschland zu feiern, haben die Teenager Donnie und Jeremy einen Campingausflug geplant. Dem ursprünglich als Männerausflug geplanten Trip schließen sich noch Jeremys Schwester Becky und deren Freundin Sarah, die Exfreundin von Donnie, an. Im Wald angekommen betrinken sich die Jugendlichen mit Alkohol, den Jeremy mithilfe eines gefundenen Militärausweises gekauft hatte. Als der stark alkoholisierte Jeremy beim Urinieren mit einem Messer herumspielt und versehentlich seinen Penis abschneidet, gelingt es Sean noch einen Rettungshubschrauber zu rufen, bevor er alle Handys der Gruppe verliert. Jeremy wird in ein Krankenhaus ausgeflogen, die Sanitäter lassen jedoch durch eine Verwechslung die Kühlbox mit Jeremys Penis am Unfallort zurück. Donnie, Sean und die Mädchen begeben sich mit dem abgetrennten Körperteil auf den Weg ins Krankenhaus, damit das amputierte Glied noch rechtzeitig wieder angenäht werden kann.
Während Jeremy im Krankenhaus um seine Männlichkeit bangt, bestehen seine Freunde mehrere Verwicklungen und erreichen schließlich gerade noch rechtzeitig das Krankenhaus. Am Ende des Films sind Donnie und Sarah sowie Sean und Becky jeweils ein Paar.

## Rezeption
Die Mehrzahl der Bewertungen auf Rotten Tomatoes war negativ, die Auswertung der 19 fachlichen Reviews ergab eine Empfehlungsquote von 34 Prozent.
Oliver Armknecht von Film-rezensionen.de findet The Package versteife „sich darauf, das abgetrennte Geschlechtsteil in immer neuen Situationen zu präsentieren, und verwechselt dabei eigene Verklemmtheit mit tatsächlicher Komik“.